# Ворона (комуна)
Ворона (рум. Vorona) — комуна у повіті Ботошані в Румунії. До складу комуни входять такі села (дані про населення за 2002 рік):
- Ікушень (1353 особи)
- Ворона (2466 осіб) — адміністративний центр комуни
- Ворона-Маре (717 осіб)
- Ворона-Теодору (624 особи)
- Жолдешть (1289 осіб)
- Пояна (1550 осіб)

Комуна розташована на відстані 351 км на північ від Бухареста, 18 км на південь від Ботошань, 85 км на північний захід від Ясс.

## Населення
За даними перепису населення 2002 року у комуні проживали 7999 осіб.
Національний склад населення комуни:
| Національність | Кількість осіб | Відсоток |
| -------------- | -------------- | -------- |
| румуни         | 7998           | > 99,9%  |
| угорці         | 1              | < 0,1%   |

Рідною мовою назвали:
| Мова      | Кількість осіб | Відсоток |
| --------- | -------------- | -------- |
| румунська | 7998           | > 99,9%  |
| угорська  | 1              | < 0,1%   |

Склад населення комуни за віросповіданням:
| Релігія       | Кількість осіб | Відсоток |
| ------------- | -------------- | -------- |
| православні   | 7919           | 99,0%    |
| п'ятдесятники | 44             | 0,6%     |
| бретрени      | 14             | 0,2%     |
| римо-католики | 10             | 0,1%     |
| адвентисти    | 7              | 0,1%     |
| старообрядці  | 4              | 0,1%     |
| не релігійні  | 1              | < 0,1%   |